# فیسکوس

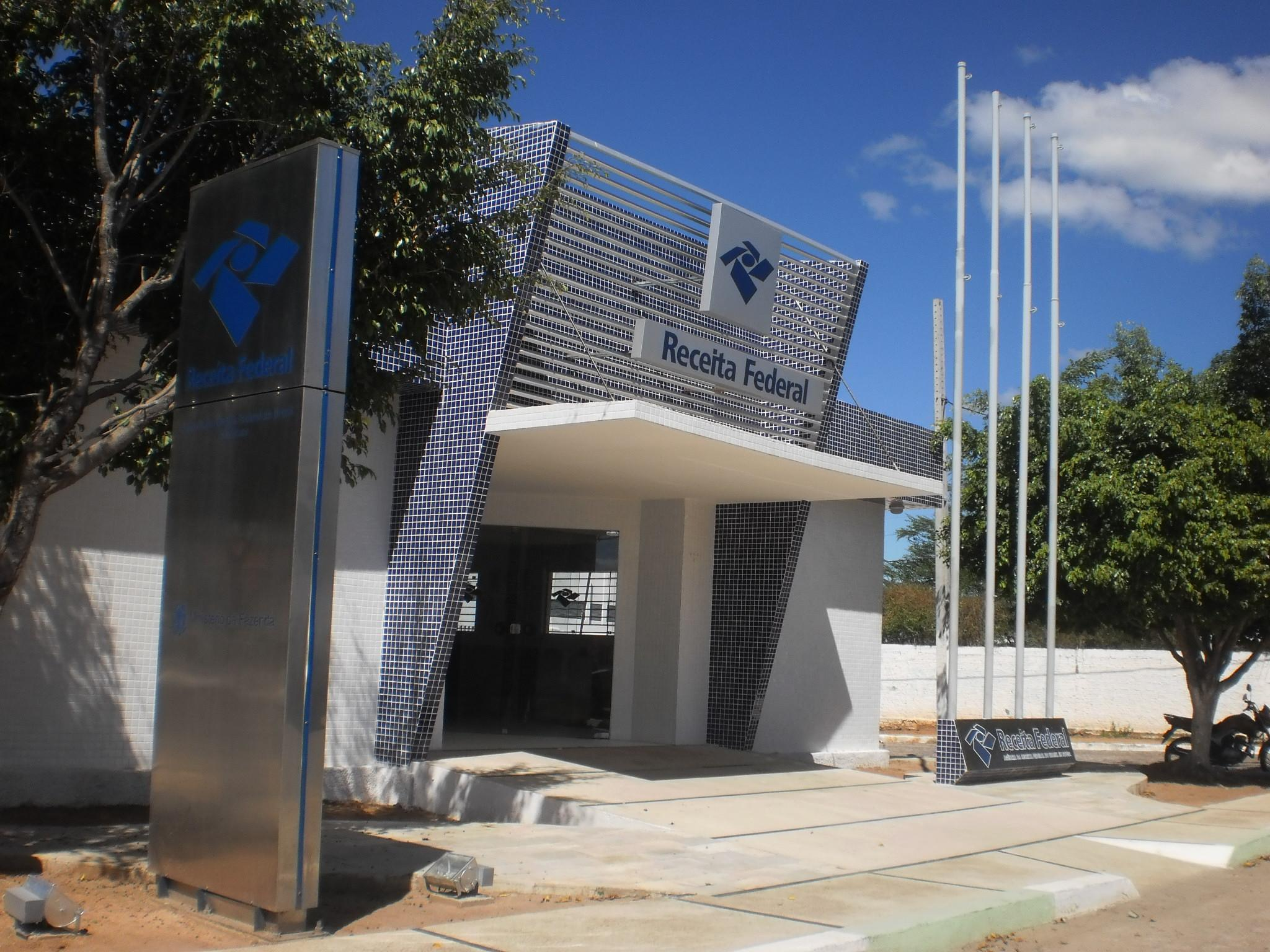
فیسکوس (انگلیسی: Fiscus)

فیسکوس (انگلیسی: Fiscus) که اصطلاح انگلیسی «مالی» از آن گرفته شده‌است، نام صندوق شخصی امپراتوران روم بود.
این کلمه به معنای واقعی کلمه به «سبد» یا «کیف پول» ترجمه شده‌است و برای توصیف آن دسته از درآمدهای جمع‌آوری شده از استان‌ها (به ویژه استان‌های روم)، که سپس به امپراتور اعطا می‌شد، استفاده می‌شد. وجود آن به تقسیم قدرت در دوران اولیه امپراتوری بین دربار امپراتوری و مجلس سنا اشاره داشت.